# سامانه (فیلم ۱۹۵۳)
سامانه (انگلیسی: The System) یک فیلم به کارگردانی لوئیس سایلر است که در سال ۱۹۵۳ منتشر شد. داستان فیلم درباره یک ناشر کتاب است که پی می برد کارش سخت تر از آن چیزی است که فکر می کرده باشد و درگیر مسائل جنایی می شود.